# Frank Golczewski
Frank Golczewski (ur. 8 października 1948 w Katowicach) – niemiecki historyk polskiego pochodzenia, specjalizujący się w zagadnieniach Europy Środkowej i Wschodniej. Profesor emerytowany Uniwersytetu w Hamburgu.

## Życiorys
Frank Golczewski urodził się jako syn urzędnika handlowego i farmaceutki. W 1957 r. wraz z rodzicami wyemigrował do Republiki Federalnej Niemiec. W 1967 roku uzyskał egzamin dojrzałości w Helmholtz-Gymnasium w Hilden. Studiował i doskonalił się w latach 1969–1973 na Uniwersytecie w Kolonii, przedmioty które pozostawały w kręgu jego nauki uniwersyteckiej to: historia, slawistyka, filozofia języka angielskiego i pedagogika.
Otrzymał tytuł doktora w 1973 roku za pracę dotyczącą wizerunku Niemiec w Polsce w 1918-1939.
Golczewski był pracownikiem naukowym w Ostkolleg w ramach Bundeszentrale für politische Bildung oraz asystentem w Pädagogische Hochschule Rheinland.
W 1979 roku uzyskał habilitację na podstawie pracy dotyczącej polsko-żydowskich stosunków od 1881 do 1922 roku. Objął profesurę na Uniwersytecie w Osnabrück, a od 1983 r. wykładał jako profesor historii nowożytnej, ze szczególnym naciskiem na historię Europy XIX/XX wieku na Uniwersytecie Bundeswehry w Hamburgu.
Od 1994 r. Golczewski jest profesorem Historii Europy Wschodniej na Uniwersytecie w Hamburgu, obecnie jako profesor emeritus.

## Wybrane prace
- Deutsche und Ukrainer, 1918–1939. Schöningh, Paderborn 2010 ISBN 978-3-506-76373-0. (Rezension) (pol. Niemcy i Ukraińcy, 1918-1939)
- Kölner Universitätslehrer und der Nationalsozialismus. Personengeschichtliche Ansätze. Böhlau, Köln 1988, ISBN 3-412-03887-3.
- zusammen mit Willibald Reschka: Gegenwartsgesellschaften: Polen. Teubner, Stuttgart 1982, ISBN 3-519-00040-7 (pol. Współczesne społeczeństwa: Polska.)
- Polnisch-jüdische Beziehungen 1881–1922. Eine Studie zur Geschichte des Antisemitismus in Osteuropa. Steiner, Wiesbaden 1981, ISBN 3-515-03361-0. (pol. Stosunki polsko-żydowskie. Studia z historii antysemityzmu w Europie Wschodniej)
- Das Deutschlandbild der Polen 1918–1939. Eine Untersuchung der Historiographie und der Publizistik. Droste, Düsseldorf 1974, ISBN 3-7700-0402-7. (pol. Wizerunek Niemiec w Polsce, 1918-1939. Badanie historiografii i publicystyki)
- Geschichte der Ukraine. Vandenhoeck & Ruprecht, Göttingen 1993. ISBN 3-525-36232-3 (pol. Historia Ukrainy)
- Russischer Nationalismus. Die russische Idee im 19. und 20. Jahrhundert. Darstellung und Texte. Vandenhoeck & Ruprecht, Göttingen 1998, ISBN 3-525-01371-X (pol. Rosyjski nacjonalizm. Rosyjska idea XIX i XX wieku)